# Mark Rutte
Mark Rutte (Den Haag, 14 februari 1967) is een Nederlands politicus. Sinds 1 oktober 2024 is hij secretaris-generaal van de NAVO. Eerder was hij van 14 oktober 2010 tot 2 juli 2024 minister-president van Nederland en minister van Algemene Zaken en was daarmee de langstzittende minister-president in de Nederlandse geschiedenis. Van 2006 tot 2023 was hij ook politiek leider van de Volkspartij voor Vrijheid en Democratie (VVD).
In zijn studententijd was Rutte al politiek actief als voorzitter van de politieke jongerenorganisatie JOVD, en hij was later lid van het VVD-partijbestuur. In 2002 maakte hij de echte overstap naar de landelijke politiek toen hij staatssecretaris van Sociale Zaken en vervolgens van Onderwijs, Cultuur en Wetenschap in het eerste en tweede kabinet-Balkenende werd. Na de val van dat kabinet won Rutte nipt de lijsttrekkerverkiezing van Rita Verdonk, die als nummer twee meer stemmen haalde bij de verkiezingen van dat jaar. Na het verlies bij die Tweede Kamerverkiezingen trad Rutte als fractievoorzitter in de oppositie toe tot de Tweede Kamer.
Bij de Tweede Kamerverkiezingen 2010 werd de VVD met partijleider Rutte nipt de grootste partij en werd vervolgens het eerste kabinet-Rutte geformeerd, samen met het CDA en met gedoogsteun van de PVV. Dat kabinet viel toen de PVV na anderhalf jaar haar gedoogsteun opzegde. Bij de verkiezingen in 2012 leidde Rutte de VVD naar een recordaantal zetels. Het kabinet-Rutte II, waarin de VVD plaatsnam met de PvdA, werd het langstzittende kabinet sinds de Tweede Wereldoorlog. Na de verkiezingen in 2017 werd de VVD opnieuw de grootste partij, waarna het kabinet-Rutte III werd gevormd met het CDA, D66 en de ChristenUnie. Dit kabinet trad af in 2021 door de toeslagenaffaire, maar dezelfde partijen vormden na een formatie van recordlengte in 2022 samen het kabinet-Rutte IV. Op 7 juli 2023 viel dat kabinet na de kabinetscrisis over asiel. Na de val van het kabinet kondigde Rutte zijn vertrek uit de politiek aan.
In de eerste jaren van Ruttes premierschap domineerden de kredietcrisis en de Europese staatsschuldencrisis de agenda. In deze jaren werd er streng bezuinigd en de verzorgingsstaat herzien. In latere jaren kreeg Rutte te maken met de gaswinningsproblematiek in Groningen, de stikstofcrisis, coronacrisis en de asielcrisis.

## Levensloop

### Familie
Mark Rutte is de jongste uit een hervormd gezin met zes andere kinderen. Zijn ouders waren de in Rotterdam geboren Izaac (Ies) Rutte (1909-1988) en Hermina Cornelia (Mieke) Dilling (1923-2020).
Izaac Rutte was in Nederlands-Indië vertegenwoordiger (importeur) van de in Den Haag gevestigde technische handelsonderneming Jacobson, Van den Berg & Co., en later (in Nederland) directeur van dit bedrijf. Izaac Rutte huwde in 1931 in Den Haag Petronella Hermanna (Peta) Dilling (1910-1945), met wie hij drie kinderen kreeg. De oudste werd 35 jaar eerder geboren dan Mark Rutte. Na de capitulatie van Nederlands-Indië in 1942, kwam hij terecht in een jappenkamp. Zijn vrouw en de drie kinderen werden gevangen gezet in jappenkamp Tjideng waar zij in juli 1945 overleed Na haar overlijden en zijn terugkeer naar Nederland hertrouwde hij in Den Haag met Hermina Cornelia (Mieke) Dilling (1923-2020), een zuster van zijn eerste vrouw. Uit dit huwelijk kwamen vier kinderen voort, onder wie Mark Rutte als laatste.
Mark Ruttes moeder was een dochter van een hoofdopzichter van de Heidemaatschappij en later directeur van een fouragehandel. Zij was ten tijde van Mark Ruttes geboorte secretaresse. In 1957 vertrok het gezin uit Indonesië, toen de regering van Soekarno op 5 december 1957 de Nederlandse bedrijven nationaliseerde.  Het gezin stemde op de ARP. Zijn grootvader was ouderling van de Badkapel in Scheveningen. 

### Jeugd en maatschappelijke carrière
Na het behalen van het diploma gymnasium-A aan het Maerlant-Lyceum overwoog Rutte naar het conservatorium te gaan, aangezien hij piano speelt. Uiteindelijk werd het een studie geschiedenis aan de Universiteit Leiden, waarin hij in 1992 zijn doctoraalexamen haalde. Hij was daarna werkzaam bij Unilever. Tot 1997 was hij, onder andere bij het toenmalige Unilever-onderdeel Loders Croklaan in Wormerveer, verantwoordelijk voor opleidingen en trainingen van medewerkers en begeleidde hij enkele reorganisaties.
In 1997 trad hij binnen Unilever als personeelsmanager in dienst van Van den Bergh Nederland. Hij werd in 2000 benoemd in de Corporate Human Resources Group. In 2002 was hij als directeur Human Resources in dienst van de IGLOMora Groep BV, een werkmaatschappij van Unilever.
Rutte was van 1988 tot 1991 landelijk voorzitter van de Jongerenorganisatie Vrijheid en Democratie (JOVD), de politieke jongerenorganisatie van de Volkspartij voor Vrijheid en Democratie (VVD). In 1993 werd hij lid van het hoofdbestuur van de VVD wat hij tot 1997 zou blijven.

### Staatssecretariaat
In 2002 werd Rutte door Gerrit Zalm gevraagd als staatssecretaris van Sociale Zaken en Werkgelegenheid in kabinet-Balkenende I. Hij behield die post in het kabinet-Balkenende II. In deze positie was hij belast met volksverzekeringen, bijstand en arbeidsomstandigheden. Zijn belangrijkste taak was het aannemen van de Wet werk en bijstand. Bij de Tweede Kamerverkiezingen 2003 stond Rutte elfde op de lijst, waardoor hij tijdens de kabinetsformatie in de Tweede Kamer zat.

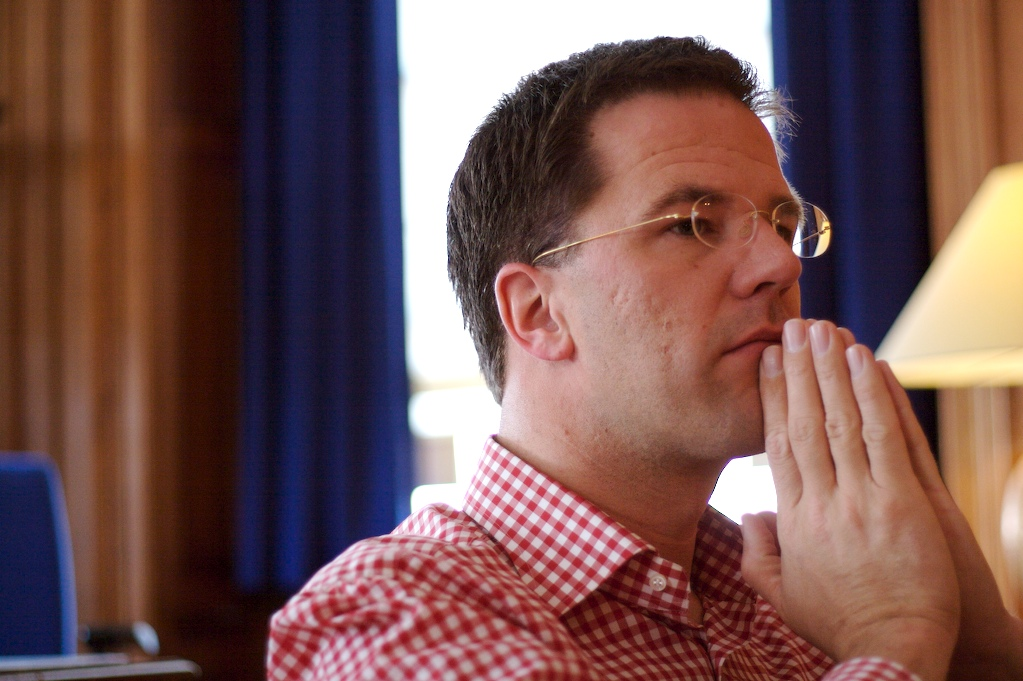
Rutte als staatssecretaris (2006)

Nadat hij de Wet werk en Arbeid succesvol had verdedigd, werd hij gevraagd door Zalm om Annette Nijs als staatssecretaris van Onderwijs, Cultuur en Wetenschap op te volgen per 16 juni 2004. Daar was hij belast met het hoger onderwijs en het mbo.
Als staatssecretaris adviseerde Rutte in 2003 gemeenten Somalische inwoners extra te controleren op bijstandsfraude, nadat enkele Somaliërs die werkzaam waren in Engeland tevens een bijstandsuitkering bleken te ontvangen in Nederland. Een uitkeringsgerechtigde, Somalische man, werd op grond van uiterlijke kenmerken door sociale rechercheurs staande gehouden en gecontroleerd op fraude, waarna hij de recherche de toegang tot zijn woning weigerde. Het college van burgemeester en wethouders van Haarlem besloot hierop het recht van de man op een uitkering in te trekken. De man was het hier niet mee eens en zijn beroep werd door de bestuursrechter gegrond verklaard. De rechtbank oordeelde dat het ging om "discriminatie naar ras, omdat het hier een groep mensen van Somalische afkomst betreft, ongeacht de nationaliteit van de betrokkenen" en dat dit strijdig was met de Grondwet. Rutte verwierp de kritiek en stelde dat een wetswijziging dan noodzakelijk zou zijn, zodat gemeenten gericht onderzoek zouden moeten kunnen doen naar fraude onder bepaalde bevolkingsgroepen.

### Lijsttrekkersreferendum
Voor de gemeenteraadsverkiezingen van 2006 was Rutte de VVD-campagneleider. De uitslag was voor de VVD teleurstellend; men ging van 15,3 procent van de stemmen in 2002 naar 13,8 in 2006. Na die verkiezingen trok Jozias van Aartsen op 8 maart 2006 zich terug als fractievoorzitter en kandidaat-lijsttrekker voor de Tweede Kamerverkiezingen 2006. Een dag later kandideerde Rutte zich voor het lijsttrekkerschap. Op 21 maart lanceerde hij in een verkiezingspamflet onder de titel "De toekomst is nu" zijn negen-puntenplan, waarin hij zijn prioriteiten presenteerde.

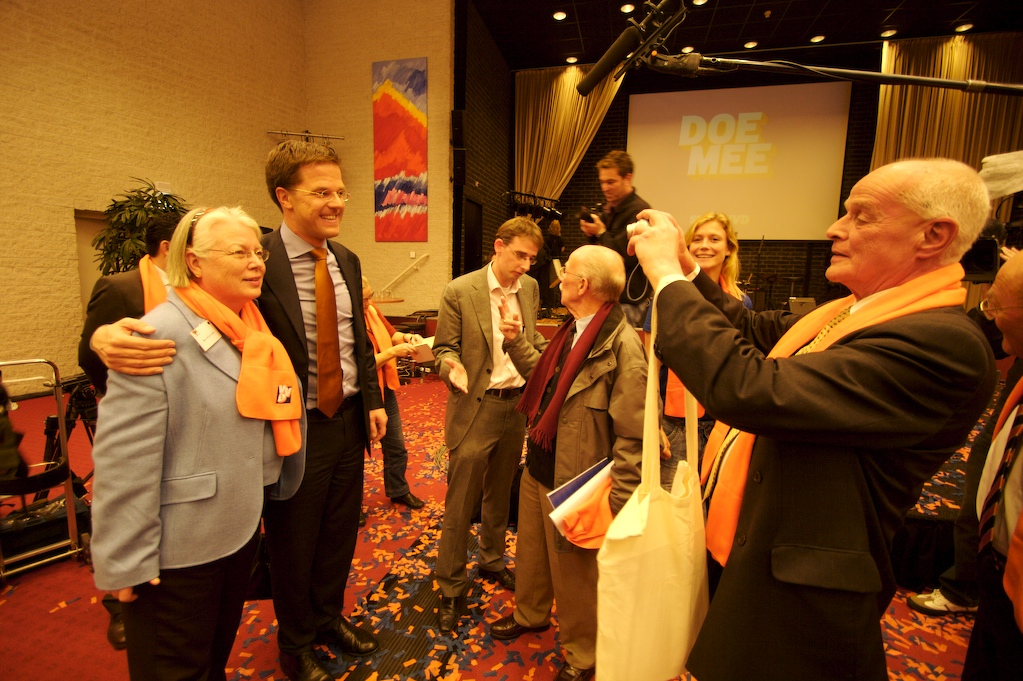
Rutte op campagne voor de Tweede Kamerverkiezingen 2006

Rutte was niet de enige kandidaat in het interne lijsttrekkersreferendum: als tegenstrevers meldden zich Rita Verdonk en Jelleke Veenendaal. Er volgde een stormachtige campagneperiode en een heftige tweestrijd binnen de partij over de vraag of de populaire Verdonk lijsttrekker moest worden of de meer gematigde Rutte. Op 31 mei 2006 werd bekendgemaakt dat 51,5% van de VVD-leden hem tot lijsttrekker had verkozen, Verdonk haalde 46 procent. Op 27 juni 2006 nam Rutte ontslag als staatssecretaris op het ministerie van Onderwijs, Cultuur en Wetenschap, omdat de algemene opinie was dat hij als lijsttrekker beter geen deel meer kon uitmaken van het kabinet. De dag erna werd hij beëdigd als Tweede Kamerlid en weer een dag later werd hij voorzitter van de Tweede Kamerfractie van de VVD.
Het kostte Rutte moeite zich te profileren als lijsttrekker en zijn leiderschap bij de VVD bleef niet onomstreden. Bij de Tweede Kamerverkiezingen in november van dat jaar, leed de VVD een verlies van zes zetels. Verdonk wist bovendien 620.555 voorkeurstemmen te behalen, meer dan de 553.200 die Rutte als lijsttrekker kreeg; een unicum in Nederland.

### Fractievoorzitterschap

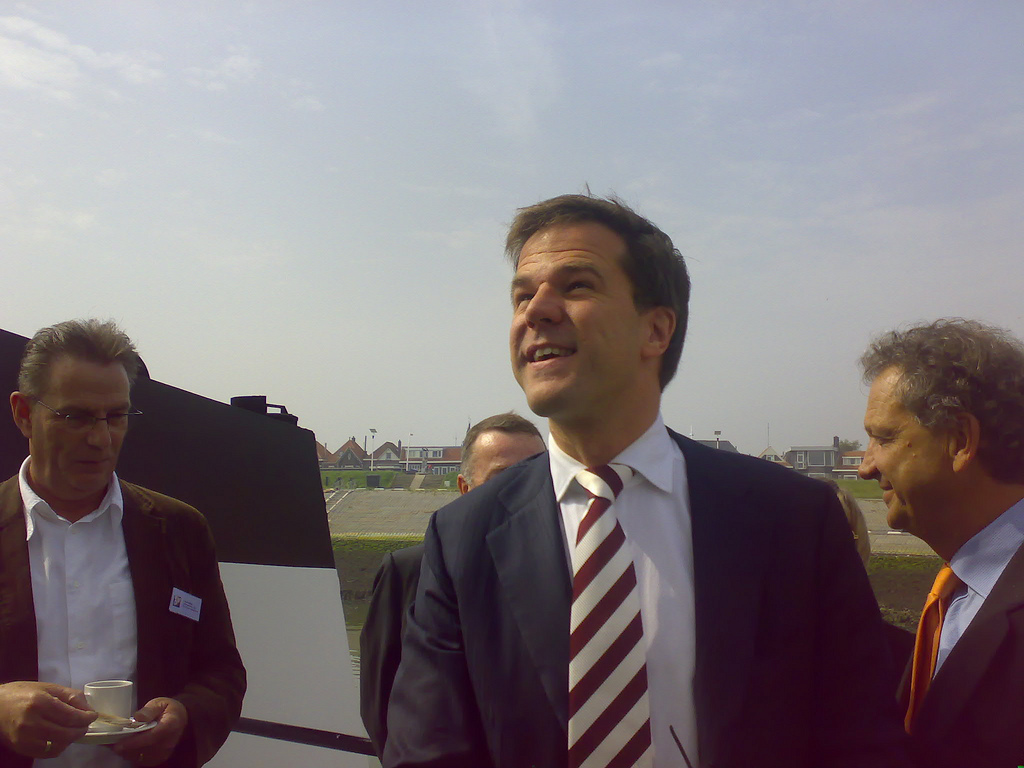
Rutte op een bezoek aan Zeeland in 2008

Mede doordat Verdonk meer voorkeurstemmen kreeg, bleef er onderling spanning. Zes dagen na de verkiezingen riep ze op om Hans Wiegel en Frits Bolkestein – die hier niet van op de hoogte waren gebracht – te laten onderzoeken wat de unieke uitslag voor de partij betekende. Op die manier hoopte ze alsnog partijleider te worden. Tijdens een daaropvolgende fractievergadering weigerde Rutte met zo'n onderzoek in te stemmen en werd daarin gesteund door de fractie.
Ook na de mislukte "coup" bleven de spanningen, met opmerkingen van Verdonk dat Rutte niet rechts genoeg was. De druppel was voor Rutte een interview van Verdonk in De Telegraaf op 13 september 2007, waarin zij kritiek uit op Rutte. Nog diezelfde dag zegde Rutte het vertrouwen in haar op en werd zij met steun van de fractie uit de fractie gezet. Op de reeds geplande VVD-ledenvergadering besloten de leden dat er een poging gedaan moest worden Verdonk voor de partij te behouden. Moties met als doel Ruttes beslissing terug te draaien of zijn positie ter discussie te stellen, werden verworpen. Pogingen tot verzoening bleven onmogelijk, waardoor Verdonk vanaf oktober 2007 als eenmansfractie lid-Verdonk verder ging.
Het leiderschap van Rutte bleef met het vertrek van Verdonk penibel: een deel van de fractie had, net als een deel van de achterban, nog altijd meer op met Verdonk dan met Rutte. Bij zijn optredens in de Kamer werd Rutte bovendien gezien als een onzichtbare fractieleider, dezelfde kritiek die hem eerder als lijsttrekker in de verkiezingscampagne ten deel was gevallen. Ruttes positie kwam intern opnieuw ter discussie te staan toen hij in 2009 pleitte voor een zo groot mogelijke vrijheid van meningsuiting. Hij eiste met partijgenoot Atzo Nicolaï de opheffing van het verbod op godslastering en bovendien van het verbod op Holocaustontkenning. Rutte verklaarde: "Hoe onzinnig het ook is dat iemand de Holocaust ontkent, verbieden moet niet!" Dat laatste viel bij veel VVD'ers, zowel binnen de partij als de achterban, slecht. Rutte ontkende daarop dat hij Holocaustontkenning niet langer strafbaar wilde stellen, het aanvankelijke voorstel stierf een vroege dood.
Als kantelpunt voor Ruttes populariteit wordt vaak één moment aangewezen: de motie van wantrouwen die Rutte tijdens de Algemene Politieke Beschouwingen tegen het kabinet-Balkenende IV indiende. Balkenendes kabinet overleefde die motie, maar raakte er wel door beschadigd. En al kon ook deze keuze van Rutte binnen de VVD-fractie op tegenstanders rekenen, in opiniepeilingen sloeg de VVD kort erna de weg omhoog in.

### Kabinet-Rutte I
Bij de Tweede Kamerverkiezingen van 2010 was Rutte wederom lijsttrekker van de VVD. Tijdens de campagne gaf hij aan dat bij een "ingewikkeld kabinet" zoals een minderheidskabinet, hij in de Tweede Kamer zou blijven in plaats van premier worden. Onder zijn lijsttrekkerschap steeg de VVD van 22 naar 31 zetels.

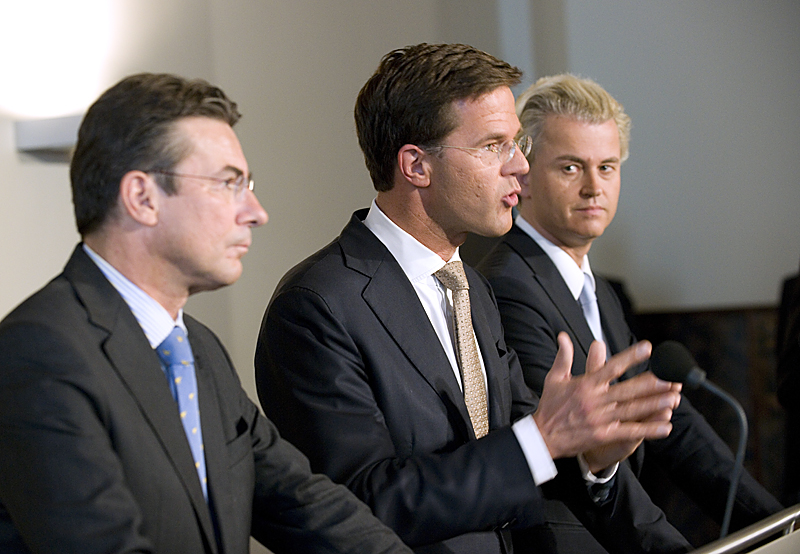
Premier Rutte bij de presentatie van zijn eerste kabinet, met vicepremier Maxime Verhagen (CDA, links) en gedoogpartner Geert Wilders (PVV, rechts), op 30 september 2010.

Door de zetelwinst werd de VVD de grootste en mocht hij het voortouw nemen bij de daaropvolgende kabinetsformatie. De formatie stevende eerst enige tijd af op 'Paars-Plus', een combinatie van VVD, PvdA, D66 en GroenLinks, maar die poging strandde in de zomer. Vervolgens ging de formatie over rechts, met meer succes. Op 7 oktober 2010 benoemde koningin Beatrix Rutte tot formateur, belast met de vorming van een kabinet bestaande uit VVD en CDA met gedoogsteun van de Partij voor de Vrijheid van Geert Wilders. Op 14 oktober 2010 werd het kabinet-Rutte beëdigd.
Rutte werd daarmee de eerste liberale premier van Nederland sinds Pieter Cort van der Linden (1913-1918), als VDB-man Wim Schermerhorn, die het "nood-kabinet" van 1945-1946 leidde, buiten beschouwing wordt gelaten. Hij is ook de eerste niet-sociaaldemocratische of christendemocratische premier in 92 jaar en de eerste premier van VVD-huize. Aan het eind van het jaar waarin hij zijn eerste verkiezingszege boekte en een kabinet bijeen formeerde, werd Rutte door de Nederlandse parlementaire pers verkozen tot politicus van het jaar. Ook door NU.nl werd hij uitgeroepen tot politicus van het jaar 2010.

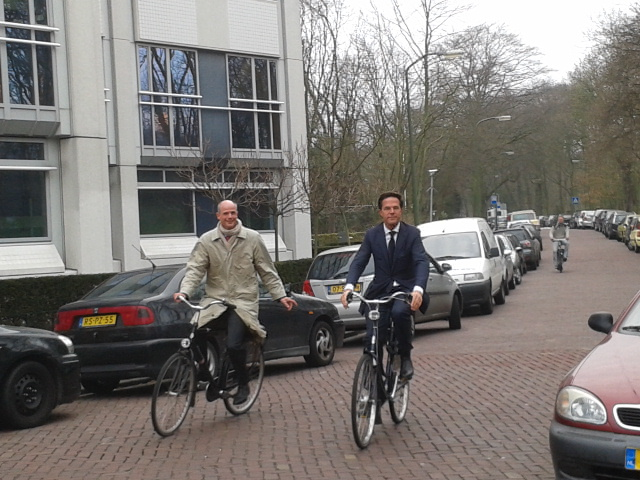
Rutte met zijn partijgenoot Stef Blok, tijdens de onderhandelingen in het Catshuis in maart 2012. Het mislukken daarvan leidde de val van Rutte I in.

Op 17 februari 2011 weigerde Rutte naar de Tweede Kamer te komen op verzoek van alle 74 leden van de oppositie, deze keer inclusief de SGP. Het ging in dit debat om de bezuinigingen van 300 miljoen op het passend onderwijs. De oppositie sprak die avond van een dieptepunt in haar relatie met premier Rutte.
Op 26 april 2011 hield de Tweede Kamer een spoeddebat met premier Rutte over een gesprek dat hij samen met Wilders had gehad met Statenlid Johan Robesin van de Partij voor Zeeland, over mogelijke steun die deze bij de Eerste Kamerverkiezingen 2011 aan het kabinet zou kunnen verlenen. De premier toonde zich niet onder de indruk van de kritiek en verklaarde dat hij het een volgende keer weer zou doen.
Op 23 april 2012 bood Rutte het ontslag van zijn kabinet aan aan de koningin, nadat Wilders zijn gedoogsteun aan het kabinet, na het daaraan voorafgaande Catshuisoverleg over de begroting van 2013, had ingetrokken.

### Kabinet-Rutte II
Met Rutte als lijsttrekker behaalde de VVD bij de Tweede Kamerverkiezingen in 2012 in totaal 41 zetels, het hoogste aantal ooit voor de partij. Op 1 november 2012 werd Rutte door de Tweede Kamer benoemd tot formateur, en op 5 november 2012 trad het tweede kabinet-Rutte aan, een coalitiekabinet van VVD en PvdA.

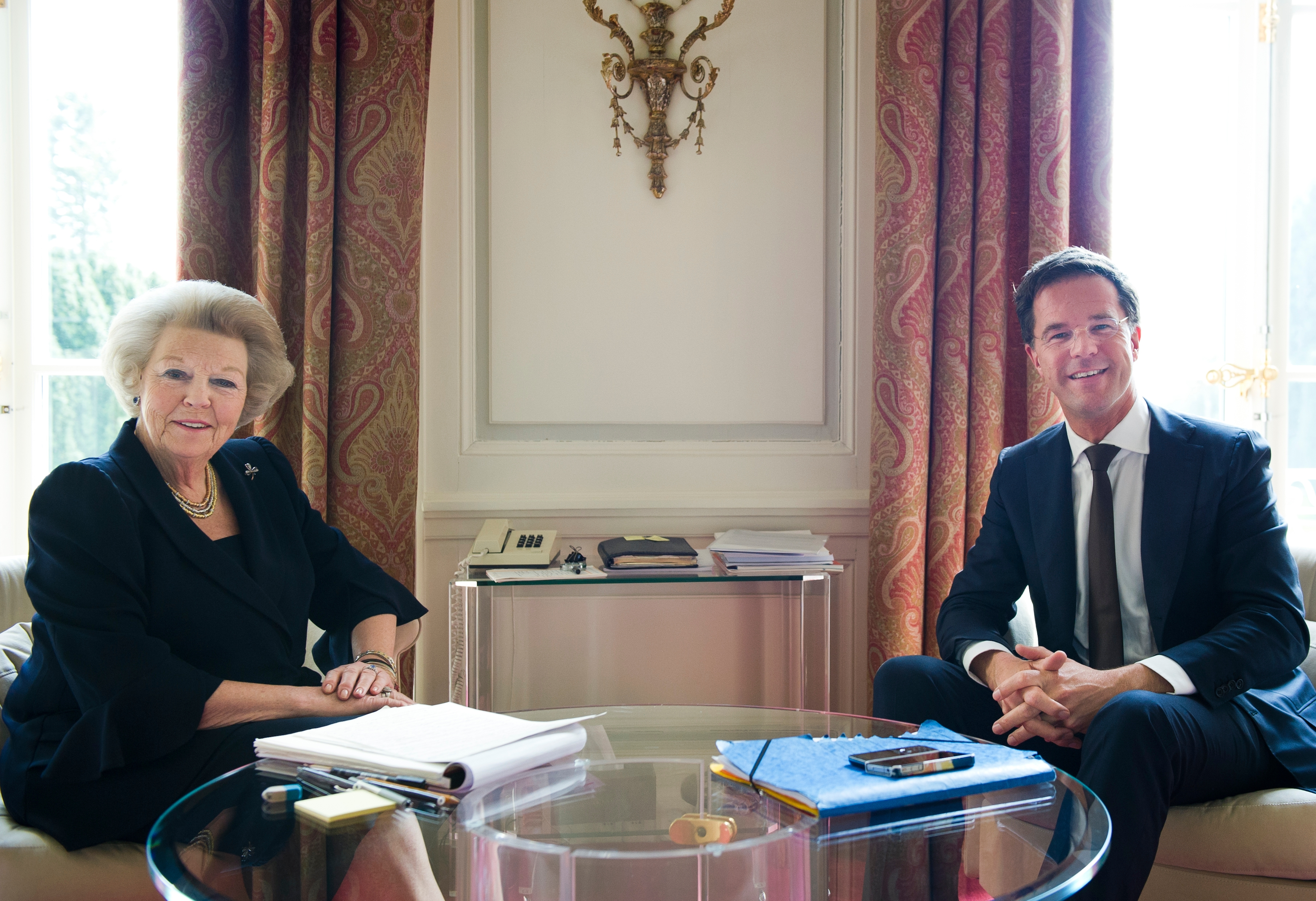
Koningin Beatrix en Mark Rutte tijdens het laatste wekelijkse gesprek van koningin Beatrix op Huis ten Bosch (2013)

In 2016 werd voor de eerste keer in Nederland het Correspondents' Dinner georganiseerd, waarbij Mark Rutte voor de Nederlandse pers en tijdens primetime op televisie een komische toespraak hield, gebaseerd op het Amerikaanse equivalent.
Op 26 augustus 2016 maakte Rutte bekend een derde termijn als premier te ambiëren. Rutte werd opnieuw lijsttrekker van de VVD voor de Tweede Kamerverkiezingen van 2017. Rutte was dat jaar op 4 september de laatste Zomergast bij de VPRO. Zijn optreden werd door sommigen gezien als onderdeel van een campagnestrategie. Op 15 maart 2017 werd zijn partij bij de Tweede Kamerverkiezingen 2017 wederom de grootste - ondanks 8 zetels verlies - met 33 zetels.

### Kabinet-Rutte III

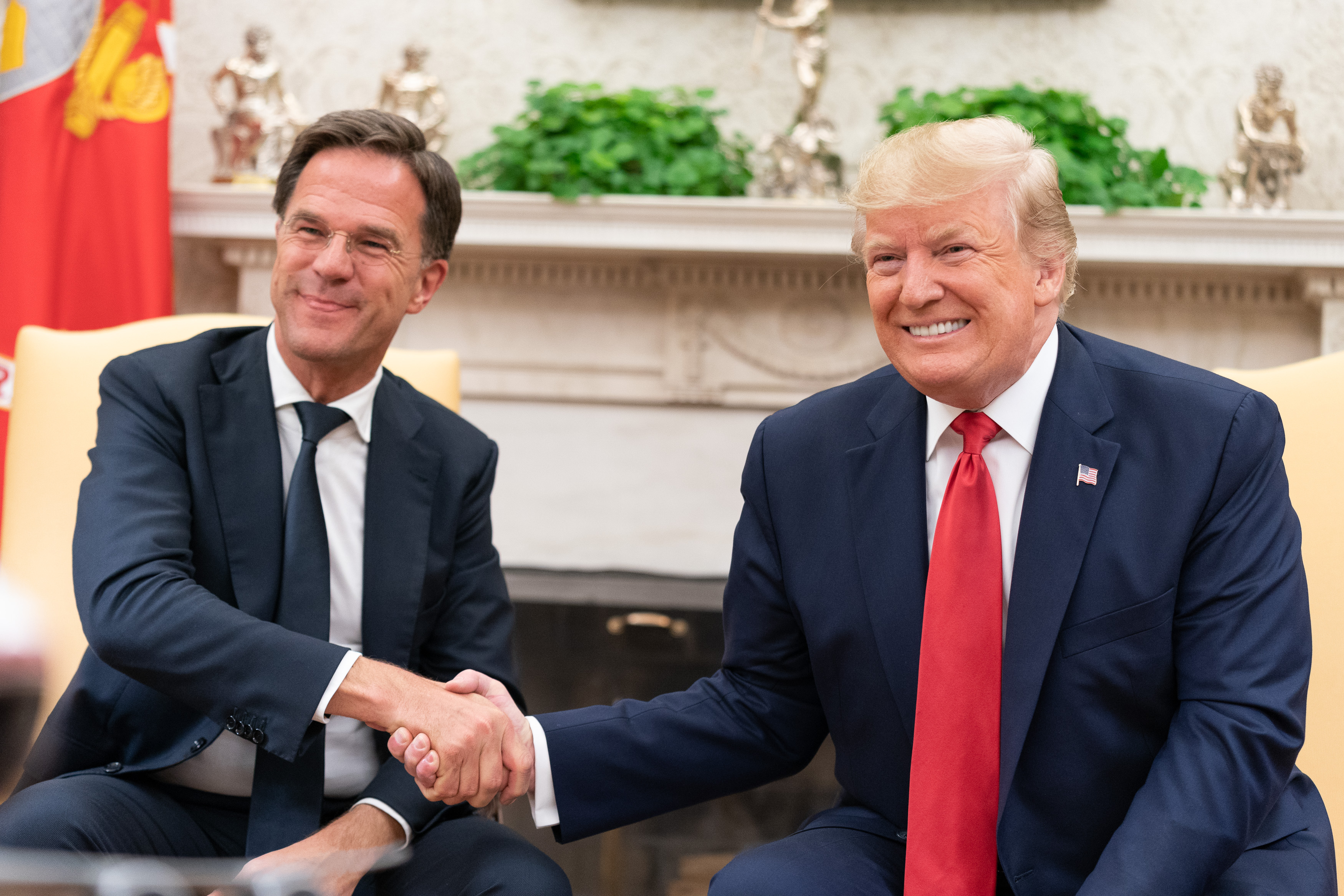
Mark Rutte met Donald Trump, de 45e president van Amerika op 18 juli 2019.

Na een lange formatie van 225 dagen presenteerde Rutte in oktober 2017 zijn derde kabinet: dat werd behalve door zijn eigen VVD gevormd door het CDA, de ChristenUnie en D66.
In zijn derde kabinet zag Rutte zijn internationale statuur, als een van de langstzittende regeringsleiders in Europa, groeien. Zo werd op Europees niveau binnenskamers gesproken over "de drie M's: Merkel, Macron en Mark". Na een bezoek aan de Amerikaanse president Donald Trump in juli 2018 oogstte Rutte lof omdat hij er geen moeite mee had zijn gastheer openlijk tegen te spreken. “No, it is not positive”, zei Rutte toen Trump stelde dat voorgenomen tariefsverhogingen voor producten uit de Europese Unie positief kon zijn.
Bij de formatie had Rutte succesvol gepleit voor de afschaffing van de dividendbelasting. Dit plan kon vanuit de oppositie rekenen op veel kritiek, omdat het gezien werd als presentje voor Shell en de voormalige werkgever van Rutte Unilever. Rutte en de andere onderhandelaars ontkenden dit en zeiden tevens dat er geen stukken waren gemaakt over de afschaffing ten behoeve van de formatie. Op 20 april 2018 kwam echter naar boven dat die stukken er wel waren, waarin tevens Shell en Unilever vaak genoemd werden. De oppositie was van mening dat de Kamer onvoldoende geïnformeerd was. 67 Kamerleden van de oppositie steunden daarom een motie van afkeuring tegen hem. Een half jaar later kondigde Unilever aan zich terug te trekken uit Nederland, ondanks de voorgenomen afschaffing van dividendbelasting. Het kabinet besloot daarop de afschaffing in te trekken. Bij het debat over de intrekking werd een motie van wantrouwen gesteund door 49 Kamerleden.
In november 2019 kreeg Rutte veel kritiek om zijn houding rond het bombardement op Hawija: een Nederlandse F-16 had in juni 2015 een bommenfabriek van de terroristische beweging Islamitische Staat in die stad gebombardeerd, wat een explosie veroorzaakte die aan zeventig burgers het leven kostte. Toen het gerucht opdook dat Rutte al lange tijd op de hoogte was van die burgerdoden, gaf hij aan 'geen herinnering' te hebben aan een dergelijke mededeling. Het kwam Rutte op de kritiek te staan dat hij in politiek gevoelige situaties steeds teruggreep op een haperend geheugen. Dat was al eerder gebeurd inzake de bonnetjesaffaire, die tijdens Rutte II leidde tot het vertrek van VVD-bewindspersonen Ivo Opstelten en Fred Teeven, alsook bij het vertrek, begin 2018, van Halbe Zijlstra als minister van Buitenlandse Zaken, nadat die laatste toegaf te hebben gelogen over een ontmoeting met president Vladimir Poetin in een Russische datsja.
Op 16 maart 2020 en later datzelfde jaar op 14 december 2020, tijdens de coronacrisis, sprak Rutte het volk toe vanuit het torentje, in de zogenaamde Torentjestoespraak. In zijn eerste toespraak riep hij de bevolking op zich aan de maatregelen te houden opgesteld door het Outbreak Management Team, een adviesorgaan van het RIVM. In zijn tweede toespraak kondigde Rutte een strenge lockdown af die direct vanaf dat moment in werking zou treden voor een duur van ten minste vijf weken.
Op 15 januari 2021 trad het kabinet-Rutte III af wegens de toeslagenaffaire, waarbij tienduizenden ouders de dupe waren geworden van het fraudebeleid van de Nederlandse overheid. Rutte zei bij het aftreden van zijn kabinet dat hij zich verantwoordelijk voelde, hoewel hij niet direct betrokken was geweest bij de affaire. Later zei hij dat hij zich "uiteraard altijd direct verantwoordelijk" voelde. Voor het aftreden had Rutte ook getwijfeld of hij van een smet op zijn premierschap moest spreken. Ook daarop kwam hij later terug, door van een "kolossale smet" te spreken. Hoewel door sommige andere partijen en commentatoren werd geroepen om zijn vertrek als VVD-leider, wilde Rutte daar niet aan. Hij zei dat hij dat oordeel liever aan de kiezer wilde overlaten.

### Kabinet-Rutte IV
In de zomer van 2020 besloot Rutte nogmaals lijsttrekker te willen zijn voor de VVD. De VVD ging de verkiezingen in met een geruime voorsprong in de peilingen, vooral te danken aan de populariteit van Rutte. Campagne werd daarom vooral gevoerd rondom Rutte als stabiel leiderschap. Na de Tweede Kamerverkiezingen 2021 werd de VVD wederom de grootste partij, met 34 zetels.
Tijdens de verkennende fase van de kabinetsformatie werd een notitie gefotografeerd van verkenner Kajsa Ollongren, met daarop onder meer de tekst "positie Omtzigt, functie elders". Rutte zei in een interview met de NOS dat Omtzigt niet besproken was in zijn gesprek met de verkenners. Na publicatie van de gespreksverslagen bleek dit echter wel het geval te zijn geweest. Dit bracht Rutte in grote politieke problemen. Op 1 april 2021 nam de voltallige Kamer, behoudens de VVD-fractie, een motie van afkeuring aan tegen Rutte als fractieleider. Deze motie van Kaag (D66) en Hoekstra (CDA) sprak uit "dat VVD-fractieleider Rutte, die tevens de rol van demissionair minister-president vervult, de waarheid niet sprak in de media dat hij bij oud-verkenners niet heeft gesproken over de positie van de heer Omtzigt" en "keurt deze handelswijze af". Een motie van wantrouwen tegen Rutte als premier werd met 77 stemmen tegen (coalitiefracties) en 72 stemmen voor (overige fracties) verworpen. Na de langste  Nederlandse kabinetsformatie wist Rutte ondanks de motie van afkeuring een kabinet te vormen. Net als het vorige kabinet bestond dat uit VVD, D66, CDA en ChristenUnie. Het kabinet waarin Rutte wederom premier werd, werd op 10 januari 2022 beëdigd.

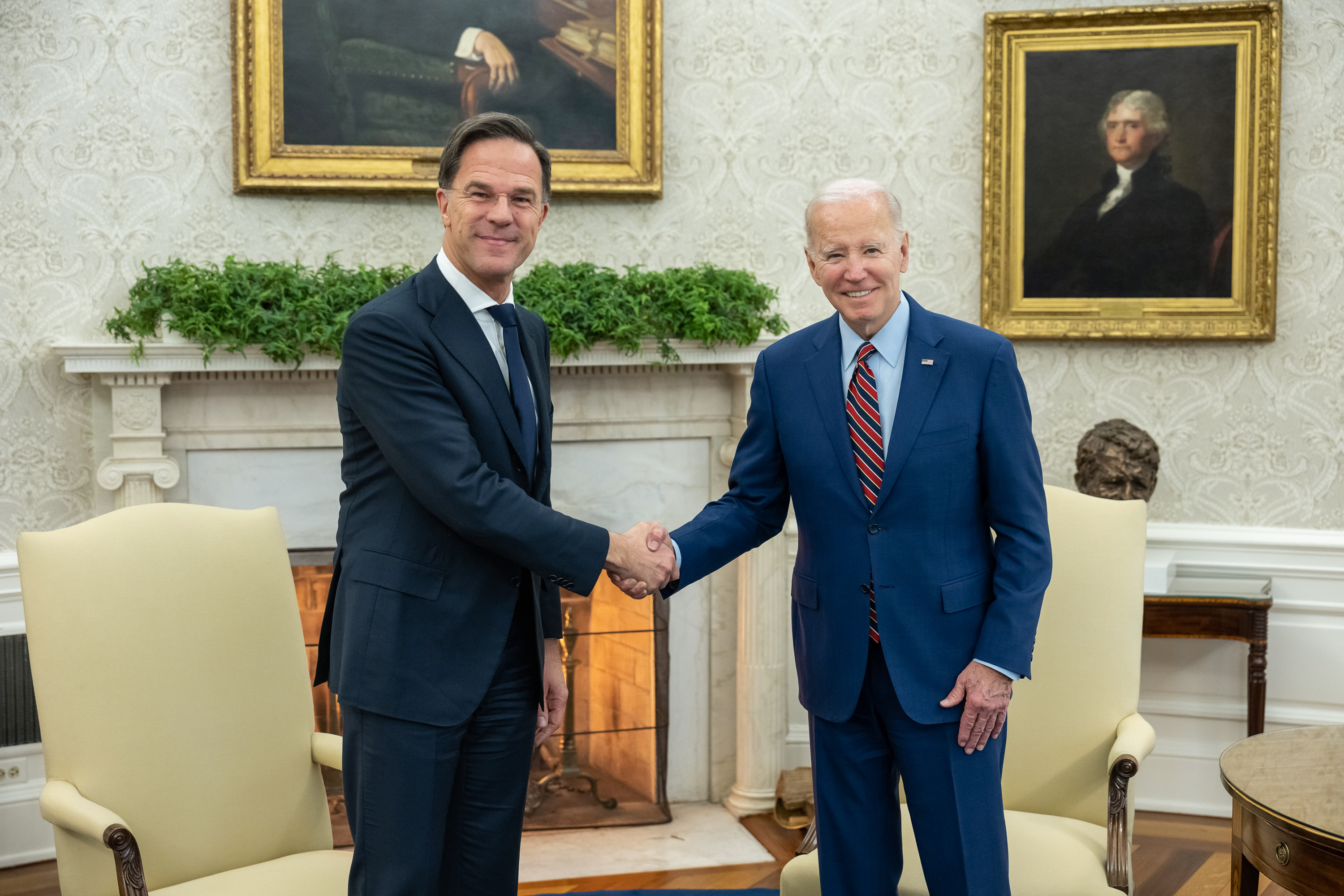
Mark Rutte met Joe Biden, de 46e president van Amerika op 17 januari 2023.

Op 7 juli 2023, na een week kabinetscrisis over asiel om de instroom te beperken, kwamen de partijen er niet uit en viel het kabinet. Op 10 juli 2023 kondigde Rutte aan niet lijsttrekker te zijn voor de daaropvolgende Tweede Kamerverkiezingen.
Op 30 juni 2024 hield Rutte om 16:30 uur een afscheidstoespraak vanuit het torentje in Den Haag. Hij reflecteerde gedurende 12 minuten op de afgelopen jaren en de kabinetten die hij heeft geleid. Hij belichtte daarbij onderwerpen zoals de toeslagenaffaire, de aardbevingen in Groningen, MH17 en de coronacrisis. Ook benadrukte hij zijn trots over Nederland. Rutte besloot zijn toespraak met de woorden:
Let een beetje op elkaar. Ik reken op u. Ik vond het een eer om jullie minister-president te mogen zijn. En ik heb het met ongelooflijk veel plezier gedaan. Dank, dank, dank.

### Secretaris-generaal van de NAVO

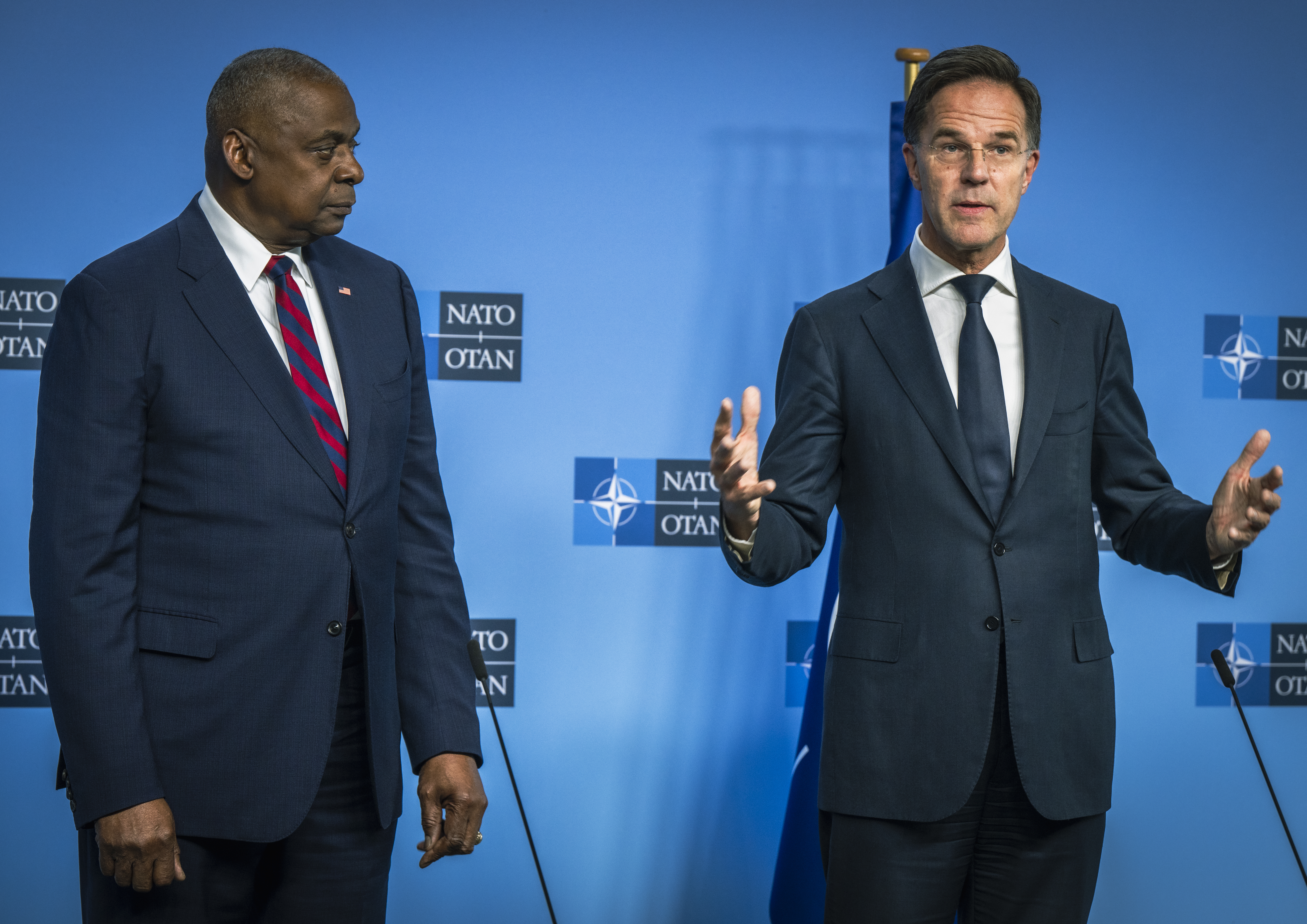
Minister van Defensie van de Verenigde Staten Lloyd Austin en Mark Rutte op het NAVO-hoofdkwartier in Brussel, België op 17 oktober 2024.

In oktober 2023 gaf Rutte publiekelijk te kennen dat hij interesse had in de positie van secretaris-generaal van de NAVO, die zou vrijkomen na het vertrek van Jens Stoltenberg in oktober 2024. Eerder werd ook gesuggereerd dat Rutte Charles Michel zou kunnen opvolgen als voorzitter van de Europese Raad. Hij gold als de favoriete kandidaat voor secretaris-generaal van onder anderen de Amerikaanse president Joe Biden maar genoot ook steun omdat hij relatief goed overweg zou kunnen met diens concurrent en mogelijke opvolger Donald Trump. Andere kandidaten waren de Estische premier Kaja Kallas en de Roemeense president Klaus Iohannis. Hoewel Rutte snel steun kreeg van de meeste NAVO-lidstaten, kwam er weerstand vanuit met name Turkije en Hongarije. Rutte had in 2017 een botsing gehad met de Turkse president Erdoğan, die nu wilde dat EU-landen harder zouden optreden tegen Koerdische bewegingen. Nadat Erdoğan eind april 2024 zijn fiat gaf kwam de voornaamste weerstand nog van de Hongaarse premier Orbán, die verbolgen was over Ruttes kritiek op Hongaarse anti-lhbti-wetgeving uit 2021 en eiste excuses daarvoor. Mede na een interventie van zittend secretaris-generaal Stoltenberg sprak Orbán alsnog zijn steun uit voor Ruttes kandidatuur. Kort daarna trok de Roemeense president Ioannis zijn kandidatuur in en was de weg vrij voor Ruttes benoeming tot secretaris-generaal. Op 26 juni 2024 werd Rutte officieel verkozen als nieuwe secretaris-generaal, met ingang van 1 oktober van dat jaar.

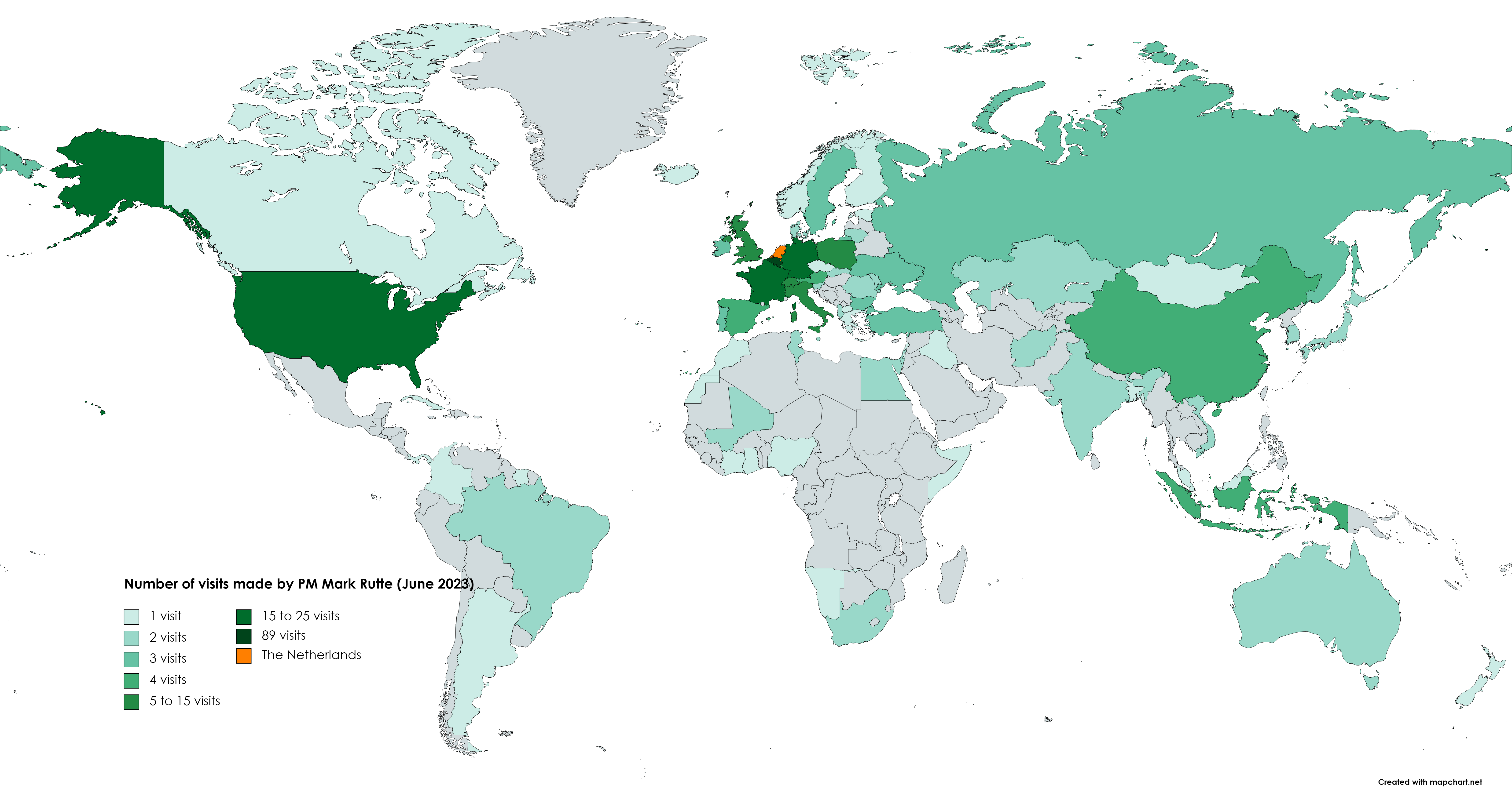
Alle reizen van Mark Rutte sinds zijn premierschap in 2010

## Gedachtegoed en politieke stijl

### Ideologie

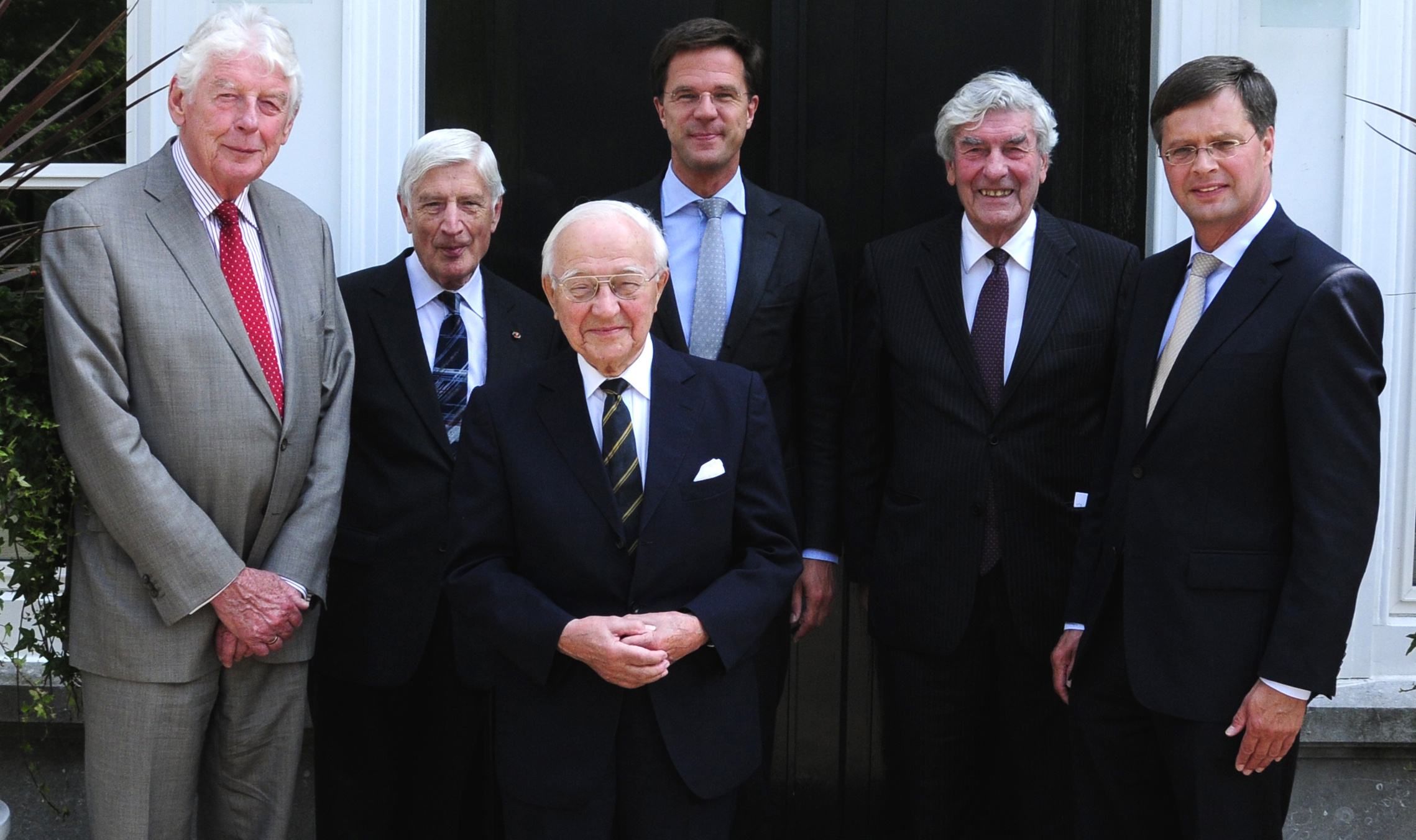
Premier Rutte samen met de voormalige premiers Kok, Van Agt, De Jong, Lubbers en Balkenende juli 2011

Rutte omschrijft zichzelf steevast als liberaal, maar dan wel eentje die geen alomvattende visie heeft en ideologische discussies vermijdt. Zo deed hij in de H.J. Schoo-lezing van Elsevier in de De Rode Hoed in 2013 de uitspraken “Visie is als de olifant die het uitzicht beneemt” en “Als visie een blauwdruk voor de toekomst betekent, dan verzet alles wat liberaal is in mij zich daartegen”. Bekend in dit licht is ook een andere uitspraak, overgenomen van de twintigste-eeuwse Duitse sociaaldemocraat en Bondskanselier Helmut Schmidt: "Bij het woord visie denk ik direct: ga naar de oogarts!".
Deze ideeën keren terug in Ruttes intellectuele voorbeelden. Hij is een aanhanger van de Brits-Oostenrijkse filosoof Karl Popper en diens kritiek op het utopisch denken. Daarnaast staat hij bekend als een bewonderaar van het werk van Alexis de Tocqueville. Zo haalde hij ooit een anekdote van Tocqueville aan—als Amerikanen een omgevallen boom op de weg zien ruimen ze hem zelf op, Fransen wachten tot de overheid langskomt om de boom weg te halen—om zijn interpretatie van het liberalisme te onderbouwen: "Dat zit heel diep in West-Europa, dat we geneigd zijn ons geluk in handen van de staat te leggen. Wij liberalen weten dat daar het geluk niet ligt. Het ligt in onszelf."
Ruttes zelfgekozen imago als pragmatische politicus zonder ideologie wordt door sommige, maar niet alle, commentaren en beschouwingen onderschreven. Zijn veronderstelde voorkeur voor realpolitik boven een eigen agenda wordt daarbij vaak aangehaald als verklaring voor Ruttes vermogen om als premier in drie achtereenvolgende kabinetten met totaal andere partijen samen te werken en ook daarbuiten parlementaire meerderheden te zoeken. Sheila Sitalsing omschreef Rutte in een biografie van de premier als "de ‘procesmanager’ die overblijft nu de oude machtspartijen afbrokkelen".
Andere analyses noemen de aanname dat Rutte geen ideologie heeft daarentegen "ongefundeerd". Zo legt hij net als veel politieke tijdgenoten veel nadruk op de zelfredzaamheid van individuele burgers, een idee dat onder zijn premierschap invulling kreeg door de schepping van de participatiesamenleving als opvolger van de verzorgingsstaat: een maatschappij waarin 'Actieve Burgers' zelf het initiatief nemen, verantwoordelijkheid moeten dragen voor zichzelf en voor elkaar zorgen in plaats van op de overheid te vertrouwen. "Achter het masker van onuitroeibaar Prodent-optimisme schuilt een conservatief denker, die de verzorgingsstaat bekritiseert als geluksmachine", schreef de socioloog Merijn Oudenampsen in 2017 over het gedachtegoed van Rutte.

### Politieke stijl

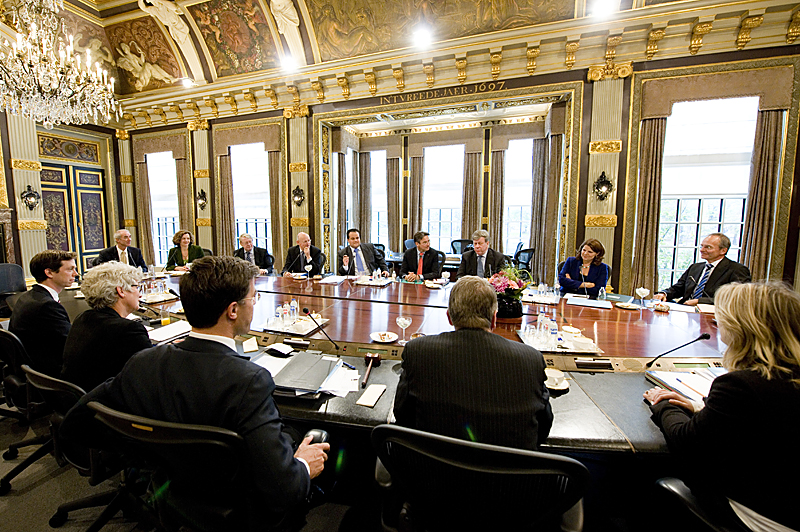
De eerste ministerraad van Rutte-I in de Trêveszaal op 15 oktober 2010. Rutte bemoeit zich vaak pas met de dossiers van zijn bewindspersonen als politieke problemen ontstaan.

Rutte wist als premier een groot aantal partijen aan zich te binden, als coalitiepartner of in een andere samenwerkingsvorm. Toen hij in zijn eerste kabinet, met het CDA als regeringspartner en de PVV als gedoogpartner, zocht naar parlementaire steun voor de Nederlandse geïntegreerde politietrainingsmissie in Kunduz, vond hij die onder meer bij het progressieve GroenLinks. Tijdens zijn tweede kabinet, een coalitie van VVD en PvdA, wist hij akkoorden te smeden met het CDA en zelfs met de liberaal-christelijke combinatie van D66, ChristenUnie en SGP. Veel van de regeringspartners met wie Rutte als premier coalities vormde, verdwenen van het politieke toneel of verloren verkiezingen, terwijl hijzelf nooit zulke schade ondervond. Rutte, zo zeggen politici die met hem samenwerkten, hecht weinig aan zijn eigen ego, cijfert zichzelf weg en geeft zijn politieke partners het gevoel belangrijk te zijn, waardoor zij zich voor hem inspannen en uiterst vergevingsgezind tegenover hem zijn. Zijn bewindspersonen en ambtenaren laat hij publiekelijk zelden tot nooit vallen. Waar een voorganger als Ruud Lubbers zich actief met alle dossiers van zijn ministers bemoeide, deed Rutte dat juist niet. Pas wanneer er grote politieke problemen dreigden, trad Rutte op de voorgrond.
Als premier kwam Rutte meermaals onder vuur te liggen, omdat zijn kabinetten en hijzelf de Tweede Kamer slecht informeerden. Dat gebeurde bijvoorbeeld bij de Teevendeal, het bombardement op Hawija en de toeslagenaffaire. Tijdens de eerste tien jaar van Ruttes premierschap werd de Tweede Kamer vaker onjuist of onvolledig geïnformeerd dan in de tien jaar daarvoor. Ook de pers was kritisch over de informatievoorziening aan de media. Een van de stelregels op Ruttes eigen ministerie van Algemene Zaken was dat veel zaken niet op papier werden bijgehouden. Een andere regel was dat de 'persoonlijke beleidsopvattingen' van ambtenaren niet met de Kamer gedeeld hoefden te worden, de zogeheten Rutte-doctrine. Naar eigen zeggen wilde Rutte zo zijn ambtenaren de mogelijkheid geven om vrijuit te kunnen denken, zonder angst voor represailles als hun gedachten geopenbaard werden. Volgens critici werden onder die noemer allerlei zaken geveegd die niets met persoonlijke beleidsopvattingen te maken hadden. Zij zagen in deze doctrine een symbool van 'een vermeende afkeer van openheid'.
Kritiek oogstte Rutte ook wanneer hij achteraf zei dat hij zich belangrijke beslissingen of gesprekken niet kon herinneren, zoals zijn kennis van een leugen van VVD-minister Halbe Zijlstra over een verzonnen bezoek aan de Russische president Poetin ("geen actieve herinnering"), zijn Hawija-dossier ("ik kan geen herinnering faken die ik niet heb") en zijn bemoeienis met de politieke toekomst van het kritische CDA-Kamerlid Pieter Omtzigt tijdens de kabinetsformatie in 2021 ("geen enkele herinnering").
De Onderzoeksraad voor Veiligheid bekritiseerde Rutte over het feit dat hij geen verantwoording af legde over zijn formele rol binnen de crisisbestrijding van de coronapandemie. Rutte herkende zich hier niet in.

### Taal

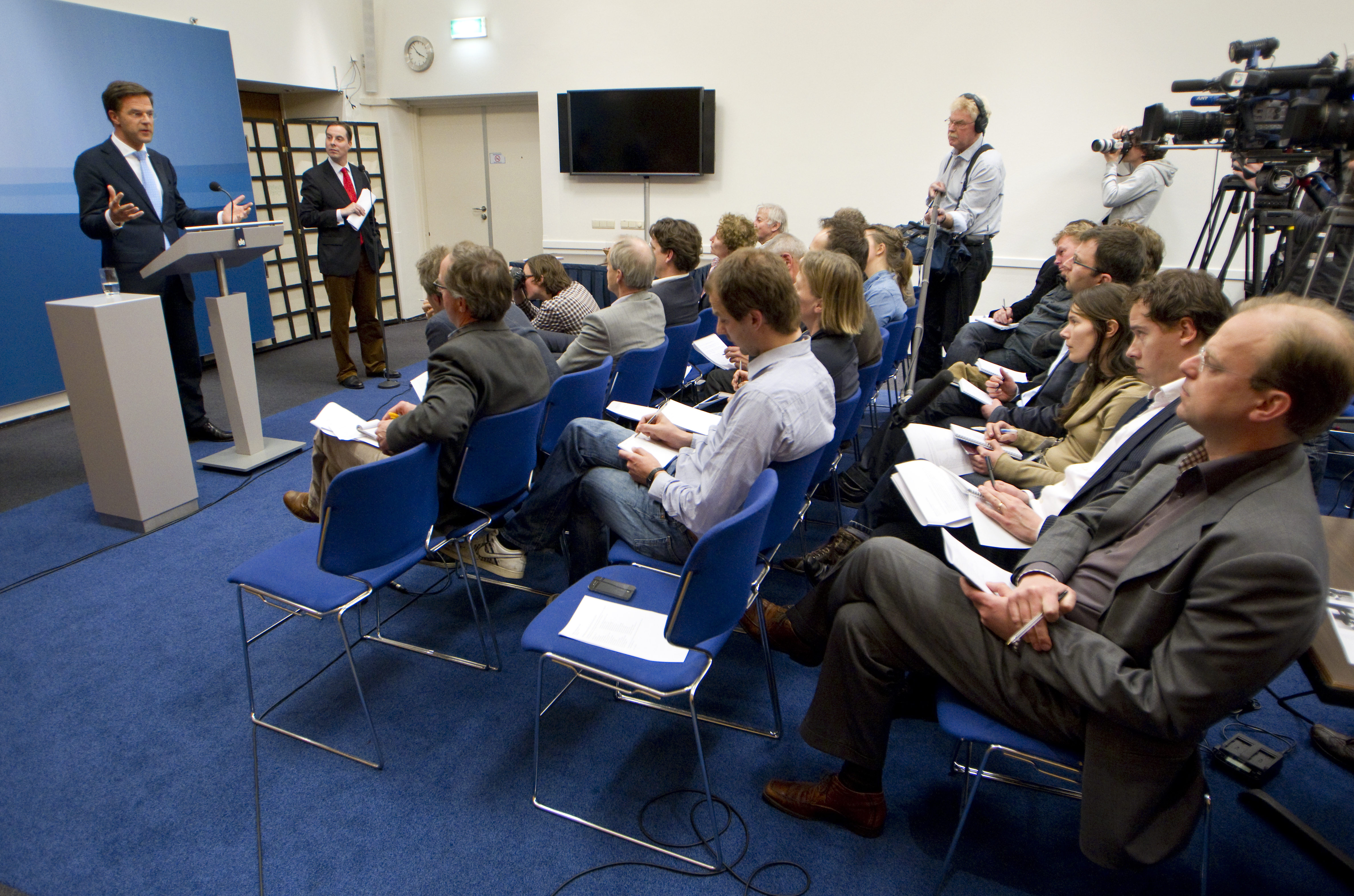
Premier Rutte tijdens een van zijn wekelijkse persconferenties in het Haagse perscentrum Nieuwspoort in 2011.

Om Ruttes succes te verklaren, bij het samenwerken met uiteenlopende partijen en het winnen van verkiezingen, wordt ook vaak gewezen op zijn communicatiestijl: een "Great Communicator" die met "Jackie Chan-achtige taalbewegingen" kiezers en politieke tegenstanders aan zich weet te binden.
Rutte trekt meer dan eens de aandacht door 'botte' of 'directe' uitspraken. Zo had hij in 2011 een korte en felle woordenwisseling met PVV-leider Geert Wilders over PVV-Kamerlid Raymond de Roon, die de Turkse premier Recep Tayyip Erdoğan een “islamitische aap [uit de mouw]” zou hebben genoemd. Rutte nam daar afstand van, maar kreeg van Wilders het verwijt dat hij De Roon verkeerd zou citeren. “Doe eens normaal man”, beet Wilders Rutte toe, waarop die antwoordde: “Doe zelf eens normaal man!”.
In het televisieprogramma Zomergasten reageerde Rutte op 4 september 2016 naar Turks-Nederlandse jongeren die na de mislukte staatsgreep in Turkije de straat op gingen en een NOS-verslaggever en een cameraman lastigvielen. De jongeren riepen leuzen als "Rot op" en gingen voor de verslaggever staan en duwden de cameraman weg. Rutte zei na het bekijken van het fragment over de jongeren "Ga zelf terug naar Turkije" en daarna "Pleur op, zou ik in plat Haags zeggen". In 2019 zei Rutte naar aanleiding van geweld tegen hulpverleners tijdens oud en nieuw dat hij "ze het liefst allemaal persoonlijk in elkaar [zou] slaan, de lui die dat doen" en toen voetbalsupporters tijdens de coronacrisis tegen de regels juichten en zongen in het stadion, zei hij dat ze hun "bek" moesten houden. Dit leidde op socialemediaplatformen tot ongenoegen.
Een ander terugkerend element in Ruttes taalgebruik is zijn veelvuldig gebruik van verkleinwoorden, zoals "baantje" (over zijn eigen positie als premier), "symbooltje" (over Zwarte Piet) en "huisjes" (over de onderkomens van vluchtelingen in een vluchtelingenkamp in Libanon).

## Activiteiten buiten de politiek
Sinds september 2006 is Mark Rutte tevens docent aan de Johan de Witt - Zusterstraat en Hooftskade in Den Haag (voormalig op de Johan de Witt Scholengroep - Varias College). Hij geeft daar eenmaal per week het vak maatschappijleer.

## Privé
Mark Rutte is ongetrouwd. Hij is lid van de Protestantse Kerk in Nederland, waar de Nederlandse Hervormde Kerk in opging in 2004.

## Onderscheidingen
- Erelid van VVD (30 november 2024).[78]
- Ridder Grootkruis in de Orde van de Nederlandse Leeuw (2 juli 2024).[79]
- Erelid van de JOVD (17 november 2010).

### Buitenlandse onderscheidingen
- België: Grootkruis in de Kroonorde (28 november 2016).[bron?]
- Australië: Honorary Companion of the Orde van Australië (9 oktober 2019) – Voor de goede bilaterale samenwerking tussen Nederland en Australië en het uitstekende leiderschap nadat vlucht MH17 was neergehaald.[80]
- Italië: Grootkruis in de Orde van Verdienste (Italië) (9 november 2022).
- Frankrijk: Grootofficier in het Legioen van Eer (11 april 2023)
- Oekraïne: Orde van Vorst Jaroslav de Wijze in de Eerste Klasse voor een belangrijke persoonlijke bijdrage aan de versterking van de interstatelijke samenwerking, de ondersteuning van de onafhankelijkheid en de territoriale integriteit van Oekraïne (27 januari 2023).[81]

### Prijzen
- Socratesprijs (2010), het Nederlands Debat Instituut[82]
- Debatprijs (2010, 2011, 2013), het Nederlands Debat Instituut[83][84]
- Walther Rathenau-prijs (2014), Walther Rathenau Institut[85]
- Global Citizen Award (2019), de Atlantic Council[86]
- Taalstaatmeesterprijs (2020)[87]

## Documentaire
In 2024 verscheen de documentaire RUTTE als Videoland Original.